# Kabinett Messmer III
Das Kabinett Messmer III wurde am 28. Februar 1974 gebildet, nachdem Pierre Messmer am 28. Februar 1974 wieder zum Premierminister Frankreichs ernannt worden war. Während der Amtszeit verstarb am 2. April 1974 Staatspräsident Georges Pompidou, so dass zunächst der Präsident des Senats, Alain Poher, gemäß Artikel 7 der Verfassung Präsident der Republik ad interim wurde und am 5. und 19. Mai 1974 vorgezogene Präsidentschaftswahlen stattfinden mussten, aus denen der bisherige Minister für Wirtschaft und Finanzen Valéry Giscard d’Estaing als Sieger über François Mitterrand hervorging. Auch der am 11. April 1974 zurückgetretene bisherige Minister für Post und Telekommunikation Jean Royer hatte für das Amt des Präsidenten der Republik kandidiert, belegte aber im ersten Wahlgang am 5. Mai 1974 mit 3,17 Prozent bereits abgeschlagen lediglich den vierten Platz unter den zwölf Kandidaten. Die dritte Regierung Messmer war bis zum 28. Mai 1974 im Amt und wurde dann vom Kabinett Chirac I abgelöst, nachdem Präsident Giscard d’Estaing Jacques Chirac zum neuen Premierminister ernannt hatte.

## Kabinett

### Minister
Dem Kabinett gehörten folgende Minister an:
| Amt                                                              | Name                     | Beginn der Amtszeit | Ende der Amtszeit |
| ---------------------------------------------------------------- | ------------------------ | ------------------- | ----------------- |
| Premierminister                                                  | Pierre Messmer           | 28. Februar 1974    | 28. Mai 1974      |
| Staatsminister, Siegelbewahrer, Justizminister                   | Jean Taittinger          | 28. Februar 1974    | 28. Mai 1974      |
| Staatsminister, Minister für Wirtschaft und Finanzen             | Valéry Giscard d’Estaing | 28. Februar 1974    | 28. Mai 1974      |
| Staatsminister, Minister für Raumplanung, Ausrüstung und Verkehr | Olivier Guichard         | 28. Februar 1974    | 28. Mai 1974      |
| Außenminister                                                    | Michel Jobert            | 28. Februar 1974    | 28. Mai 1974      |
| Innenminister                                                    | Jacques Chirac           | 28. Februar 1974    | 28. Mai 1974      |
| Minister für die Streitkräfte                                    | Robert Galley            | 28. Februar 1974    | 28. Mai 1974      |
| Minister für nationale Bildung                                   | Joseph Fontanet          | 28. Februar 1974    | 28. Mai 1974      |
| Minister für Landwirtschaft und ländliche Entwicklung            | Raymond Marcellin        | 28. Februar 1974    | 28. Mai 1974      |
| Minister für Kultur und Umwelt                                   | Alain Peyrefitte         | 28. Februar 1974    | 28. Mai 1974      |
| Minister für Industrie, Handel und Handwerk                      | Yves Guéna               | 28. Februar 1974    | 28. Mai 1974      |
| Minister mit der Zuständigkeit für die Beziehungen zum Parlament | Hubert Germain           | 28. Februar 1974    | 28. Mai 1974      |
| Minister für Arbeit, Beschäftigung und Bevölkerung               | Georges Gorse            | 28. Februar 1974    | 28. Mai 1974      |
| Minister für öffentliche Gesundheit und soziale Sicherheit       | Michel Poniatowski       | 28. Februar 1974    | 28. Mai 1974      |
| Minister für Post und Telekommunikation                          | Jean Royer               | 28. Februar 1974    | 11. April 1974    |
| Kommissarischer Minister für Post und Telekommunikation          | Hubert Germain           | 11. April 1974      | 28. Mai 1974      |
| Informationsminister                                             | Jean-Philippe Lecat      | 28. Februar 1974    | 28. Mai 1974      |

### Staatssekretäre
Dem Kabinett gehören ferner folgende Staatssekretäre an:
| Amt                                                                                   | Name                     | Beginn der Amtszeit | Ende der Amtszeit |
| ------------------------------------------------------------------------------------- | ------------------------ | ------------------- | ----------------- |
| Staatssekretär beim Premierminister für die Überseegebiete                            | Joseph Comiti            | 28. Februar 1974    | 28. Mai 1974      |
| Staatssekretär beim Premierminister für den öffentlichen Dienst                       | Christian Poncelet       | 28. Februar 1974    | 28. Mai 1974      |
| Staatssekretär für den Haushalt im Ministerium für Wirtschaft und Finanzen            | Henri Torre              | 28. Februar 1974    | 28. Mai 1974      |
| Staatssekretär für Wohnungsbau im Ministerium für Raumplanung, Ausrüstung und Verkehr | Christian Bonnet         | 28. Februar 1974    | 28. Mai 1974      |
| Staatssekretär für Verkehr im Ministerium für Raumplanung, Ausrüstung und Verkehr     | Aymar Achille-Fould      | 28. Februar 1974    | 28. Mai 1974      |
| Staatssekretär im Außenministerium                                                    | Jean de Lipkowski        | 28. Februar 1974    | 28. Mai 1974      |
| Staatssekretär für Veteranen und Kriegsopfer im Ministerium für die Streitkräfte      | André Bord               | 28. Februar 1974    | 28. Mai 1974      |
| Staatssekretär für Jugend und Sport im Ministerium für nationale Bildung              | Pierre Mazeaud           | 28. Februar 1974    | 28. Mai 1974      |
| Staatssekretär im Ministerium für nationale Bildung                                   | Jacques Limouzy          | 28. Februar 1974    | 28. Mai 1974      |
| Staatssekretär im Ministerium für Landwirtschaft und ländliche Entwicklung            | Jean-François Deniau     | 28. Februar 1974    | 28. Mai 1974      |
| Staatssekretär für Umwelt im Ministerium für Kultur und Umwelt                        | Paul Dijoud              | 28. Februar 1974    | 28. Mai 1974      |
| Staatssekretär im Ministerium mit der Zuständigkeit für die Beziehungen zum Parlament | Olivier Stirn            | 28. Februar 1974    | 28. Mai 1974      |
| Staatssekretärin im Ministerium für öffentliche Gesundheit und soziale Sicherheit     | Marie-Madeleine Dienesch | 28. Februar 1974    | 28. Mai 1974      |